# هارفي بينيت جونيور
هارفي بينيت جونيور (بالإنجليزية: Harvey Bennett, Jr.)‏ هو لاعب هوكي الجليد أمريكي، ولد في 9 أغسطس 1952 في كرانستون في الولايات المتحدة.

## وصلات خارجية
- هارفي بينيت جونيور على موقع دوري الهوكي الوطني (الإنجليزية)
- هارفي بينيت جونيور على موقع قاعة مشاهير الهوكي (لاعب أن.إتش.أل) (الإنجليزية)
- هارفي بينيت جونيور على موقع EliteProspects.com (الإنجليزية)
- هارفي بينيت جونيور على موقع HockeyDB.com (الإنجليزية)
- هارفي بينيت جونيور على موقع Hockey-Reference.com (الإنجليزية)